# リトルグッバイ
「リトルグッバイ」は2006年5月24日にリリースされたROCKY CHACKの7枚目シングル。

## 概要
テレビアニメ『ゼーガペイン』エンディング曲。前作から6年振りのリリース作品。

## 収録内容
1. リトルグッバイ
作詞・作曲:noe＆山下太郎　 編曲：保刈久明
  - テレビアニメ『ゼーガペイン』エンディングテーマ。
2. and you
作詞:noe＆山下太郎　 作曲:山下太郎＆保刈久明　 編曲：保刈久明
  - テレビアニメ『ゼーガペイン』挿入歌。
3. リトルグッバイ (without ROCKY CHACK)
4. and you (without ROCKY CHACK)